# Tivoli
Tivoli（Tivoli Software、チボリ）は、IBMのソフトウェアブランドのひとつであり、システム管理用のソフトウェア製品群を提供する。
かつては「チボリシステムズ(Tivoli Systems)」という企業および製品群であったが、1996年にIBMに買収された。（日本では2002年に日本IBMと日本チボリシステムズが合併した。）

## 歴史
チボリシステムズ社はTME10 (Tivoli Management Environment 10)シリーズを中心としたシステム管理ソフトウェアの開発販売企業であった。TME10製品の特徴として、オブジェクト指向のTivoli Management Framework (TMF)の上で稼働する事で、マルチプラットフォーム環境でも、各プラットフォームへの依存が少ないシステム管理環境を構築できるとされた。
IBMは1996年3月にチボリシステムズ社を買収して、IBMソフトウェア事業部に統合した。チボリシステムズ社の製品は、IBMの従来からのシステム管理製品であるNetView、SystemView、ADSMなどと統合され、「Tivoli Software」ブランドとなった。
IBMは更に、2004年4月には監視ソフトウェアのOMEGAMONシリーズを持つCandle Corporation社、2005年12月には大規模監視ソフトウェアのNetCoolシリーズを持つMicromuse社、2006年10月には資産管理ソフトウェアのMaximoシリーズを持つMRO Software社を買収し、それぞれTivoliブランドに追加・統合した。

## 製品
Tivoli製品群は、以下のように幅広いシステム管理領域をカバーする。
- メッセージ管理
  - Tivoli Enterprise Console (TEC) - 旧Tivoli System社のメッセージ管理。
  - Netcool/OMNIbus - 旧Micromuse社のメッセージ管理。大規模ネットワークのメッセージを高速に処理する。
- ネットワーク監視
  - Tivoli NetView - IBMの従来からのSNMPサーバー。
  - Tivoli Network Manager (TNM) - 旧Micromuse社のSNMPサーバー。
- システム監視（プロセス監視、リソース監視）
  - Tivoli Monitoring (ITM) - V5まではTMFアーキテクチャ、V6からはOMEGAMONアークテクチャ。
- サービスレベル管理
  - Tivoli Business Service Manager (TBSM)
- 構成管理
  - Tivoli Configuration Manager (TCM)
- バックアップ
  - Tivoli Storage Manager (TSM) - 前身はIBMから分社化したAdstar社のAdstar Distributed Storage Manager、IBMに再統合後のAdvanced Distributed Storage Manager(略称はいずれもADSM)。TSM-DBを中心とした統合バックアップを提供する。
- ジョブ管理
  - Tivoli Workload Scheduler (TWS) - メインフレーム用はIBM独自、分散システム用は買収したUnison社のMaestroがベース。現在はTivoliブランドが外れ、IBM Workload Scheduler (IWS)として販売。
- ユーザー管理・セキュリティ
  - Tivoli Identity Manager (TIM) - 前身はAccess360
  - Tivoli Access Manager (TAM)
- 資産管理
  - Maximo

## 特徴
特に、IBMの主要顧客層でもある大企業(特に金融)では採用比率が高い。多数の製品を組み合わせカスタマイズすることで、大規模システムで必要となる、細かい統合システム管理が構築できる。反面、効果的な使いこなしには各製品の理解とカスタマイズ（構築、要員、保守）が必要なため、ハードルが高いと言われる場合もある。
インフラ面の特徴として、チボリシステムズ系列の製品の多く(旧称TME10シリーズのTEC、TWS(旧称Maestro)など)は、Tivoli Management Framework(無料)の上で稼動するため、マルチプラットフォームに対応しやすい反面、Frameworkの知識・管理・負荷が必要となる。
NetViewやTSM(旧称ADSM)は、IBMの従来からのシステム管理製品をTivoliブランドに統合し連携させたものであり、Tivoli Management Frameworkは必要としない。
またITMはV5まではチボリシステムズ系列だったが、V6以降は買収した旧キャンドル社のOMEGAMONに置き換えられたため、Tivoli Management Frameworkは必要としなくなった。

## 名称
「Tivoli」の名称の由来は、"I LOV IT" のスペルを逆にしたものと言われる事が多いが、真実ではない。Todd Smith が暫定の名称で考えたものが、変更されずに残っているものである。

## 備考
2008年より年次カンファレンス「IBM Pulse」を開催している。

## 参照
1. ↑  IBM、キャンドルの買収で合意
2. ↑  IBM、Micromuseを買収
3. ↑  IBMがMRO Software社を買収